# Дмитро Такайшвілі
Дмитро Такайшвілі (груз. დიმიტრი თაყაიშვილი) — радянський художник та актор, член союзу художників СРСР. Народився в Радянській Грузії у 1919 році, 6 січня. Закінчив Академію Художеств Тбілісі у 1944 році. Став заслуженим діячем мистецтва Грузинської РСР у 1965 році.

## Фільмографія
- Скарб (ориг. назва — Клад); 1961 рік; художник
- Білий караван (ориг. назва — Белый караван); 1963 рік; художник
- Я бачу сонце (ориг. назва — я вижу солнце); 1965 рік; художник
- Гра без нічиєї (ориг. назва — Игра без ничьей); 1966 рік; художник
- Не сумуй (ориг. назва — Не горюй); 1969 рік; художник
- Смерть філателіста (ориг. назва — Смерть филателиста); 1969 рік; художник
- Даїсі (ориг. назва — Даиси): 1971 рік; художник .
- Веселий роман (ориг. назва — Весёлый роман); 1972 рік; художник
- Коли зацвіло мигдаль (ориг. назва — Когда зацвёл миндаль); 1972 рік; актор
- Перша ластівка (ориг. назва — Первая ласточка); 1975 рік; художник
- Переполох (ориг. назва — Переполох); 1975 рік; актор
- Паспорт (ориг. назва — Паспорт); 1990 рік; художник